# Luca Bechi
Luca Bechi (nacido el 2 de marzo de 1970 en Livorno, Italia) es un entrenador italiano de baloncesto. Actualmente dirige al ZTE KK que compite en la A Division, la máxima competición del baloncesto húngaro.

## Trayectoria como entrenador
Bechi comenzó su carrera como entrenador asistente de Alessandro Ramagli en el Pallacanestro Biella durante cinco temporadas desde la temporada 2001-02 a la 2005-06. 
En la temporada deportiva 2006-07 fue ascendido al puesto de entrenador jefe en el Pallacanestro Biella, alcanzando inmediatamente un sexto puesto que le valió el acceso a los play-offs, perdiendo ante Virtus Bologna en cuartos de final (2-3 en la serie). 
El año siguiente, la temporada 2007-08, terminó con un duodécimo puesto al final de la temporada biellesa, sin embargo, al llegar a la semifinal de la Copa de Italia perdió ante Avellino. 
El 31 de diciembre de 2010 llegó a debutar como entrenador en la Serie A, siendo contratado por Enel Brindisi, sustituyendo al técnico Perdichizzi. 
En febrero de 2012 firmó un contrato hasta el final de la temporada con los ucranianos del BK Azovmash Mariupol.
El 5 de marzo de 2013, tras la marcha de Alessandro Finelli, firmó con Virtus Bologna. El 27 de enero de 2014 se formalizó la resolución del contrato.
El 2 de julio de 2014 es contratado por el PMS Torino en la Serie A2 Gold, con el que consigue ser primero de la liga en la temporada 2014-2015, derrotando a Agrigento en la final.
En la temporada 2015-16, PMS Torino se disuelve con la refundación de Auxilium Pallacanestro Torino que termina con la marcha de Luca Bechi en diciembre de 2015.
En enero de 2019 fue elegido por Benedetto XIV Cento en la Serie A2 para intentar salvarse del descenso..
El 8 de enero de 2021, firma por el equipo húngaro del ZTE KK que compite en la A Division, la máxima competición de su país.

## Clubs como entrenador
- 2000–2001: Basket Livorno (Asistente)
- 2001-2006: Pallacanestro Biella (Asistente)
- 2006-2010: Pallacanestro Biella
- 2011: New Basket Brindisi
- 2012: BK Azovmash Mariupol
- 2013–2014: Virtus Bologna
- 2014–2015: PMS Torino
- 2015–2016: Auxilium Pallacanestro Torino
- 2019: Benedetto XIV Cento
- 2021-act.: ZTE KK